# Lysiteles catulus
Lysiteles catulus es una especie de araña cangrejo del género Lysiteles, familia Thomisidae, orden Araneae.

## Distribución
Esta especie se encuentra en India.

## Taxonomía
Fue descrita científicamente por Simon en 1895.
Tratamiento taxonómico
La especie aparece registrada y publicada en Descriptions d’arachnides nouveaux de la famille des Thomisidae. Annales de la Société Entomologique de Belgique 39: 432–443.